# Wizards of Waverly Place: The Movie
Wizards of Waverly Place: The Movie is een verfilming van de populaire Disney-serie Wizards of Waverly Place.

## Plot
Alle Russo's behalve Alex (Selena Gomez), omdat zij bij Harper (Jennifer Stone) zal blijven, zijn aan het inpakken voor hun vakantie naar Puerto Rico. Alex besluit te kijken wat in Justins (David Henrie) rugzak zit, maar doordat het betoverd is door Justin, komt Alex er in vast te zitten. Als haar vader Jerry (David DeLuise) naar beneden komt om haar te helpen, vertelt hij haar per ongeluk dat hij Justin het verboden spreukenboek had uitgeleend. Alex neemt het als niemand kijkt. Alex wil naar een feest toe met Harper, maar haar moeder Theresa (Maria Canals Barrera) verbiedt het haar, omdat ze vindt dat Alex onbetrouwbaar is.
Nadat haar ouders weg zijn, en haar broers niet meer in zicht, betovert Alex de trein in hun restaurant die hen naar het feest zou brengen (aangezien haar ouders haar hadden gezegd dat ze het gebouw niet uit mocht) maar Alex en Harper missen het feest omdat een echte trein het bijna aanreed, en Justin hun net op tijd gered had. Jammer genoeg vat de zijkant van de metro, net als hun ouders thuiskomen. Hierdoor moet Alex mee op vakantie met de rest van de familie naar Puerto Rico, en worden de toverstokken van haar en haar broers afgenomen. Tijdens hun trip ontmoeten ze een oud-tovenaar (Steve Valentine) (die de tovenaars-wedstrijd had verloren van zijn broer en geen dus krachten meer heeft) genaamd Archie, die zijn vriendin Giselle wil terugveranderen van papegaai naar mens met behulp van de Steen der Dromen, die de kracht heeft om elke wens of toverspreuk uit te voeren. Jerry vindt hem gek, omdat vele tovenaars het zijn gaan zoeken, en niemand is teruggekeerd.
Later, wanneer Alex op het punt staat een spreuk te gebruiken om haar moeder over te halen om haar te laten uitgaan en betrapt wordt, krijgt ze huisarrest en mag ze geen magie meer gebruiken. Na een ruzie met Theresa, roept Alex dat ze wilde dat haar ouders elkaar nooit ontmoet hadden; jammer genoeg had ze het verboden boek en de volle-tovenaarsstok vast, die haar wens laten uitkomen. Nu kennen haar ouders Alex, Justin en Max (Jake T. Austin) en elkaar niet meer.
Alex, Max en Justin proberen het spreukenboek van Jerry te bemachtigen door het uit zijn zak te laten zweven, maar hij betrapt ze. Jerry blijkt nu nog steeds zijn krachten te hebben, omdat hij ze nooit op hoefde te geven om met Theresa te trouwen. Jerry is niet zo strikt als het gaat om magie door deze verandering. Justin vraagt hem wat er "hypothetisch" zou gebeuren als een tovenaar zou wensen dat zijn ouders elkaar nooit ontmoet hadden. Jerry legt hem uit dat de tovenaar zijn leven zou vergeten, en uiteindelijk voor altijd zou verdwijnen. Jerry zegt dat alleen een wonder nog zou helpen, en Justin vraagt naar de Steen der Dromen (La Piedra de los Sueños), waarvan Jerry zegt dat het ook zou kunnen helpen.
Na het gesprek met Jerry, gaan Alex en Justin de Steen der Dromen vinden, begeleid door Archie. Ondertussen blijft Max achter, in een poging om hun ouders te belemmeren andere mensen te leren kennen. Tijdens de duur van de dag, begint Max zijn geheugen te verliezen.
Zich realiserend dat ze dood kunnen gaan als ze de Steen niet vinden, verontschuldigen Alex en Justin zich tegenover elkaar voor alle problemen die ze bij elkaar hebben veroorzaakt. Alex en Justin hebben tijdens hun tocht vele obstakels, zoals over een ravijn komen, aan de dood ontsnappen van drijfzand. Ondertussen, realiserend dat er iets mis is, vraagt Max aan Jerry hem te helpen Alex en Justin te vinden, en Jerry stemt toe. Theresa gaat mee, die denkt dat ze simpelweg een schat zoeken, maar ze is niet nutteloos; ze is de enige die Spaans kan, aangezien ze Max nooit zijn moedertaal had geleerd.
Uiteindelijk vinden Alex en Justin de Steen der Dromen, maar Giselle steelt de steen. Ze vertellen Jerry en Theresa hun verhaal. Theresa gelooft hen niet omdat ze denkt dat ze haar eigen kinderen nooit zou kunnen vergeten. Terwijl ze proberen te bedenken hoe ze de spreuk ongedaan kunnen maken zonder de Steen der Dromen, zegt Jerry dat als een van hen een volle tovenaar is, ze de spreuk ongedaan kunnen maken. Terwijl hij de volle-tovenaarswedstrijd voorbereid, vergeet Max zijn gehele verleden en wordt meegezogen in een vortex. Theresa herinnert zich weer iets van hem, en realiseert zich dat ze haar de waarheid vertelden. Realiserend dat ze moesten opschieten, worden Justin en Alex getransporteerd naar een oeroud gevechtsveld, waar de wedstrijd gehouden zal worden. Jerry verteld dat ze alleen spreuken mogen gebruiken die te maken hebben met de vier Elementen; aarde, water, vuur en lucht. De winnaar krijgt alle krachten, en de verliezer krijgt niets en verliest zijn krachten. Alex en Justin vechten intens, en Alex wint op het nippertje.
Proberend om een spreuk te vinden die alles terug kan draaien, vraagt ze Justin wat te doen. Maar Justin is zijn geheugen kwijt (ook al is hij ouder dat Alex). Alex zegt huilend wie ze is en dat ze zijn kleine zusje is. Alex zegt dat ook al pesten ze elkaar, ze naar hem opkijkt en jaloers is op hem en dat ze niet wil dat hij haar verlaat. Justin vertelt haar dat ook al kent hij haar niet, ze haar gelooft en nooit zal verlaten. Hij wil haar helpen, maar hij wordt in de vortex gezogen waar Max ook in gezogen was. In paniek probeert Alex de terugdraaispreuk, maar Jerry zegt dat het waarschijnlijk al te laat is.
Ondertussen is Theresa terug bij de Caribe Hilton, en ziet dat Giselle terug is veranderd in menselijke vorm, met de Steen der Dromen aan haar nek. Theresa probeert de ketting te krijgen. Archie lukt het om de steen van Giselles nek te krijgen, die niets van hem wil weten nu ze weer mens is. Hij verandert haar terug in een papegaai en geeft de steen aan Theresa. Theresa wenst om bij Alex te zijn. Als ze naar hen toe getransporteerd is, geeft ze Alex de steen. Jerry zegt dat er een manier is om haar broers terug te hebben en toch al haar krachten houden. Maar Alex heeft geleerd dat familie alles is waar je voor kunt wensen, dus ze wenst dat alles is zoals het was, en de tijd gaat terug naar het begin van de ruzie met haar moeder. Alex verontschuldigd zich en accepteert haar straf. Theresa en Jerry weten niets meer van wat er gebeurd was, maar Alex, Max en Justin wel. De gehele familie wordt closer dan voor de gebeurtenissen.

## Rolverdeling

### Nederlandse stemmen
- Alex - Bettina Holwerda
- Justin - Paul Boereboom
- Max - Jimmy Lange
- Harper - Kirsten Fennis
- Theresa - Kiki Koster
- Jerry - Robin Rienstra
- Archie - Victor van Swaay
- Javier - Stephan Holwerda

## Wizards of Waverly Place 2: The Next Big Adventure
Juni 2010 werd aangekondigd dat er naast een vierde seizoen een tweede film van Wizards komt. Deze zal Wizards of Waverly Place 2: The Next Big Adventure heten en zal 27 augustus 2011 op Disney Channel verschijnen. De volledige cast zal opnieuw meespelen (inclusief Ray Liotta en Gregg Sulkin) en de film zal gaan over de definitieve Wizards Competition waarin Alex, Justin en Max het tegen elkaar opnemen omdat slechts een van hen z'n krachten kan houden eens ze volwassen zijn.
De opnames zijn 8 november 2010 gestart en duurde tot 11 januari 2011. Dan Berendsen schreef opnieuw het scenario,

## Wereldwijde première
| Land                                        | Netwerk(en)                                        | Premiere                                                | Filmtitel in land                                    |
| ------------------------------------------- | -------------------------------------------------- | ------------------------------------------------------- | ---------------------------------------------------- |
| Verenigde Staten (en Puerto Rico)           | Disney Channel                                     | 28 augustus 2009                                        | Wizards of Waverly Place: The Movie                  |
| Canada                                      | Family                                             | 28 augustus 2009                                        | Wizards of Waverly Place: The Movie                  |
| Argentinië Mexico Venezuela Latijns-Amerika | Disney Channel Latin America                       | 11 oktober 2009 (als deel van Abracadubre 2009)         | Los Hechiceros de Waverly Place: La Película         |
| Spanje                                      | Disney Channel Spanje                              | 17 oktober 2009 (als deel van Magoctubre 2009)          | Los Magos de Waverly Place: Vacaciones en el Caribe  |
| Spanje                                      | Cuatro                                             | 2 december 2009                                         | Los Magos de Waverly Place: Vacaciones en el Caribe  |
| Portugal                                    | Disney Channel Portugal                            | 17 oktober 2009                                         | Os Feiticeiros de Waverly Place: Férias nas Caraíbas |
| Portugal                                    | SIC                                                | 24 december 2009                                        | Os Feiticeiros de Waverly Place: Férias nas Caraíbas |
| Verenigd Koninkrijk                         | Disney Channel Verenigd Koninkrijk                 | 23 oktober 2009 (als deel van Wiz-tober 2009)           | Wizards of Waverly Place: The Movie                  |
| Ierland                                     | Disney Channel Verenigd Koninkrijk                 | 23 oktober 2009 (als deel van Wiz-tober 2009)           | Wizards of Waverly Place: The Movie                  |
| Brazilië                                    | Disney Channel Latin America                       | 25 oktober 2009 (als deel van Abracadubro 2009)         | Os Feiticeiros de Waverly Place: O Filme             |
| Frankrijk                                   | Disney Channel Frankrijk                           | 27 oktober 2009                                         | Les Sorciers de Waverly Place: Le Film               |
| Quebec                                      | VRAK.TV                                            | 21 december 2009                                        | Les Sorciers de Waverly Place: Le Film               |
| Duitsland                                   | Disney Channel Duitsland                           | 30 oktober 2009                                         | Die Zauberer vom Waverly Place – Der Film            |
| Duitsland                                   | Pro 7                                              | 29 november 2009                                        | Die Zauberer vom Waverly Place – Der Film            |
| Zwitserland                                 | SF ZWEI Uitgezonden in Dual Audio - Engels & Duits | 29 november 2009                                        | Die Zauberer vom Waverly Place – Der Film            |
| Oostenrijk                                  | ORF 1                                              | 29 november 2009                                        | Die Zauberer vom Waverly Place – Der Film            |
| Griekenland                                 | ET1                                                | 5 december 2009                                         | Οι Μάγοι του Γουέιβερλυ – Η Ταινία                   |
| Nederland                                   | Disney Channel (Nederland/Vlaanderen)              | 24 december 2009 (als deel van WishCember)              | Wizards of Waverly Place: The Movie                  |
| België                                      | Disney Channel (Nederland/Vlaanderen)              | 24 december 2009 (als deel van WishCember)              | Wizards of Waverly Place: The Movie                  |
| Italië                                      | Disney Channel Italië                              | 30 oktober 2009 (als deel van Magottobre 2009)          | I Maghi di Waverly – The Movie                       |
| Italië                                      | Italia 1                                           | 6 januari 2010                                          | I Maghi di Waverly – The Movie                       |
| Polen                                       | Disney Channel Polen, Disney XD Polen              | 31 oktober 2009 (als deel van Magic October 2009), 2010 | Czarodzieje z Waverly Place – Film                   |
| Taiwan                                      | Disney Channel Taiwan                              | 25 december 2009                                        | 少年魔法師:電影版                                    |
| Denemarken                                  | Disney Channel (Scandinavië)                       | 30 oktober 2009                                         | Magi på Waverly Place: Filmen                        |
| Zweden                                      | Disney Channel (Scandinavië)                       | 30 oktober 2009                                         | Magi på Waverly Place - The Movie                    |
| Slowakije                                   | Disney Channel (Hongarije)                         | 31 oktober 2009 (Wiz-tober 2009)                        | Kouzelníci z Waverly - Film                          |
| Tsjechië                                    | Disney Channel (Hongarije)                         | 31 oktober 2009 (Wiz-tober 2009)                        | Kouzelníci z Waverly - Film                          |
| Hongarije                                   | Disney Channel (Hongarije)                         | 31 oktober 2009 (Wiz-tober 2009)                        | Varázslók a Waverly helyből - A Film                 |
| Roemenië                                    | Disney Channel Roemenië                            | 31 oktober 2009 (als deel van Un Octombrie Magic)       | Magicienii din Waverly Place: Filmul                 |
| Israël                                      | Disney Channel Israël                              | 26 november 2009                                        | המכשפים מווברלי פלייס: הסרט                          |
| Midden-Oosten                               | Disney Channel Midden-Oosten                       | 31 oktober 2009 (als deel van Wiz-tober 2009)           | Wizards of Waverly Place: The Movie                  |
| Japan                                       | Disney Channel Japan                               | 19 maart 2010                                           | ウェイバリー通りのウィザードたち ザ･ムービー         |
| Rusland                                     | Disney Channel Rusland                             | 2010                                                    | Волшебники из Вейверли Плейс: Фильм                  |